# Lepo je biti milijonar
Milijonar (prej: Lepo je biti milijonar in Milijonar z Jonasom) je razvedrilni televizijski kviz, narejen po izvirni britanski različici Who Wants to Be a Millionaire?. Prvič je bil v izvirni različici predvajan 4. septembra 1998. Kviz je postal uspešnica po svetu. Cilj kviza je podati pravilen odgovor na 15 vprašanj in s tem osvojiti predvideno glavno nagrado. Lastnik licence je podjetje Sony Pictures Television, v preteklosti pa je to bilo angleško podjetje Celador in produkcijska hiša 2waytraffic. 
Kviz je bil v Sloveniji prvič predvajan med letoma 2000 in 2002, nato pa med 2003 in 2005 pod imenom Lepo je biti milijonar na programu POP TV. Prejel je 6 viktorjev. Sprva je bil voditelj Jonas Žnidaršič, glavna nagrada pa je znašala 10 000 000 tolarjev. Po treh letih (2003) je voditelja nadomestil Boštjan Romih, glavna nagrada pa je bila povišana na 15 000 000 tolarjev. V zadnjih sezonah so bile oddaje tematsko obarvane. 
Leta 2007 se je kviz vrnil pod imenom Milijonar z Jonasom na 1. program TV Slovenija. Voditelj je bil ponovno Jonas Žnidaršič. Glavna nagrada za kandidata, ki je uspel pravilno odgovoriti na vseh 15 vprašanj, je bila 100 000 €. Kviz se je prenehal snemati po eni sezoni leta 2008 s posebno epizodo z znanimi Slovenci.
Leta 2019 se je kviz vrnil, tokrat na Planet TV, pod imenom Milijonar. Prvi sezoni ga je vodil Slavko Bobovnik. Trenutno je voditelj tega kviza Jure Godler. Glavna nagrada je ponovno 100 000 evrov.

## Pravila kviza
Pred glavnim delom kviza 10 (leta 2019 - 2020 6, 4 od leta 2020) tekmovalcev igra igro hitri prsti, pri kateri morajo razvrstiti določene pojme v pravilni vrstni red. Najhitrejši sede na vroči stol. Potrebno je pravilno odgovoriti na 15 vprašanj. Vsako vprašanje ima štiri ponujene odgovore (A, B, C in D), med katerimi je samo eden pravilen. Vsako vprašanje je vredno določen znesek denarja, ki ga tekmovalec osvoji, če pravilno odgovori. Prvih pet vprašanj je lahkih, nato se težavnost postopoma povečuje. Če tekmovalec pravilno odgovori na prvih 5 vprašanj, se mu zagotovi znesek, določen pri tem vprašanju. Če tekmovalec pravilno odgovori na deseto vprašanje, se mu zagotovi znesek, ki je določen pri tem vprašanju. Če igralec odgovori napačno, pade na varni znesek pri petem vprašanju, v kolikor napačno odgovori na vprašanja 6 - 10: Če napačno odgovori na katero izmed zadnjih petih vprašanj, se mu izplača znesek, predviden pri desetem vprašanju. Lahko se zgodi, da tekmovalec napačno odgovori na katerega izmed prvih 5 vprašanj. V tem primeru tekmovalec odide brez priigranega zneska. Če se igralec odloči, da ne želi odgovarjati na vprašanje (na možnost mora opozoriti voditelj kviza), se izplača znesek, osvojen pri prejšnjem vprašanju. V tem primeru se igra zaključi. Igra se zaključi tudi, ko igralec napačno odgovori ali odgovori na vseh 15 vprašanj pravilno.

### Zasilni izhodi
Tekmovalec lahko kadarkoli med igro uporabi različne oblike pomoči. Vsako lahko uporabi samo enkrat, oziroma skupaj samo tri izmeh štirih ponujenih (v prvotnem formatu vse izmed treh ponujenih).
- Polovička: računalnik odstrani dva (naključna) napačna odgovora, pri čemer pusti pravilen in preostali napačen odgovor.
- Klic v sili: tekmovalec lahko pokliče po telefonu prijatelja ali znanca in mu v 30 sekundah prebere vprašanje ter odgovore in vpraša za nasvet. Prijatelj oziroma znanec na drugi strani zveze mora odgovor podati, brez, da uporabi internet ali kakršno koli drugo zunanje sredstvo pomoči.
- Glas ljudstva (2000-2020 in 2021-): tekmovalec lahko za odgovor oz. mnenje vpraša občinstvo v studiu. Voditelj prebere na glas vprašanje in možne odgovore. Nato občinstvo glasuje tako, da pritisne na gumb (A, B, C ali D) svoje tipkovnice. Igralcu se končni izid glasovanja pokaže v obliki grafikona in odstotkov. V kolikor uporaba glasovalnih naprav ni možna, se glasuje z dviganjem barvnih kartončkov s črkami odgovorov. V času pandemije bolezni COVID-19 je namesto tega zasilnega izhoda bilo možno uporabiti zasilni izhod Menjava vprašanja, saj občinstvo ni smelo biti prisotno v studiu, v določenih epizodah pa je občinstvo bilo prisotno v zmanjšanem sestavu.
- Menjava vprašanja (2019-2020 in 2020-2021): gre za nov zasilni izhod, ki omogoča, da lahko tekmovalec zamenja vprašanje z drugim podobne/enake težavnosti. Pred novim vprašanjem mora podati odgovor, ki ni nujno, da je pravilen. Omenjen zasilni izhod je med časom pandemije COVID-19 nadomeščal zasilni izhod Glas ljudstva.
- Pomoč voditelja: od leta 2020 je na voljo nov zasilni izhod. Tekmovalec lahko o odgovoru na vprašanje vpraša voditelja, ki mu svetuje po svojih najboljših močeh brez zunanjih sredstev pomoči, saj mu režija ne da odgovora vnaprej. Odgovor se voditelju pokaže na zaslonu po tem, ko tekmovalec potrdi svoj odgovor s frazo »Zadnji odgovor«.

## Slovenska različica

### Nagradni sklad
| Vprašanje              | 2000-2002      | 2003-2005      | 2007-2008 | 2019-2020 | 2020-     |
| ---------------------- | -------------- | -------------- | --------- | --------- | --------- |
| 15 (glavna nagrada)    | 10 000 000 SIT | 15 000 000 SIT | 100 000 € | 100 000 € | 100 000 € |
| 14                     | 5 000 000 SIT  | 7 500 000 SIT  | 50 000 €  | 25 000 €  | 25 000 €  |
| 13                     | 2 500 000 SIT  | 5 000 000 SIT  | 25 000 €  | 8 000 €   | 12 500 €  |
| 12                     | 2 000 000 SIT  | 2 500 000 SIT  | 12 500 €  | 3 000 €   | 7 500 €   |
| 11                     | 1 500 000 SIT  | 1 500 000 SIT  | 7 500 €   | 2 000 €   | 5 000 €   |
| 10 (garantiran znesek) | 1 000 000 SIT  | 1 000 000 SIT  | 5 000 €   | 1 200 €   | 2 500 €   |
| 9                      | 500 000 SIT    | 500 000 SIT    | 3 500 €   | 800 €     | 1 000 €   |
| 8                      | 250 000 SIT    | 250 000 SIT    | 2 500 €   | 650 €     | 750 €     |
| 7                      | 175 000 SIT    | 175 000 SIT    | 1 500 €   | 500 €     | 500 €     |
| 6                      | 100 000 SIT    | 100 000 SIT    | 750 €     | 400 €     | 400 €     |
| 5 (garantiran znesek)  | 50 000 SIT     | 50 000 SIT     | 500 €     | 300 €     | 300 €     |
| 4                      | 40 000 SIT     | 40 000 SIT     | 300 €     | 200 €     | 250 €     |
| 3                      | 30 000 SIT     | 30 000 SIT     | 200 €     | 150 €     | 200 €     |
| 2                      | 20 000 SIT     | 20 000 SIT     | 100 €     | 100 €     | 150 €     |
| 1                      | 10 000 SIT     | 10 000 SIT     | 50 €      | 50 €      | 100 €     |

### Oddaje po sezonah
| Sezona                 | Sezona | #  | Oddaje        | Začetek sezone     | Konec sezone      | Voditelj        | Program        | Nagrada        |
| ---------------------- | ------ | -- | ------------- | ------------------ | ----------------- | --------------- | -------------- | -------------- |
| Lepo je biti milijonar |        |    |               |                    |                   |                 |                |                |
|                        | 1      | 1  | 13            | 6. marec 2000      | 5. junij 2000     | Jonas Žnidaršič | POP TV         | 10 000 000 SIT |
|                        | 2      | 2  | 12            | 22. september 2000 | 28. oktober 2000  | Jonas Žnidaršič | POP TV         | 10 000 000 SIT |
|                        | 3      | 3  | 30            | 24. februar 2001   | 16. junij 2001    | Jonas Žnidaršič | POP TV         | 10 000 000 SIT |
|                        | 4      | 4  | 30            | 15. september 2001 | 30. december 2001 | Jonas Žnidaršič | POP TV         | 10 000 000 SIT |
|                        | 5      | 5  | 32            | 23. februar 2002   | 23. junij 2002    | Jonas Žnidaršič | POP TV         | 10 000 000 SIT |
|                        | 6      | 6  | 27            | 21. september 2002 | 29. december 2002 | Jonas Žnidaršič | POP TV         | 10 000 000 SIT |
|                        | 7      | 7  | 30            | 22. februar 2003   | 8. junij 2003     | Boštjan Romih   | POP TV         | 10 000 000 SIT |
|                        | 8      | 8  | 29            | 6. september 2003  | 28. december 2003 | Boštjan Romih   | POP TV         | 15 000 000 SIT |
|                        | 9      | 9  | 29            | 21. februar 2004   | 30. maj 2004      | Boštjan Romih   | POP TV         | 15 000 000 SIT |
|                        | 10     | 10 | 13            | 19. september 2004 | 26. december 2004 | Boštjan Romih   | POP TV         | 15 000 000 SIT |
|                        | 11     | 11 |               | 11. februar 2005   | 10. junij 2005    | Boštjan Romih   | POP TV         | 15 000 000 SIT |
| Milijonar z Jonasom    |        |    |               |                    |                   |                 |                |                |
|                        | 12     | 1  | 18            | 1. marec 2007      | 28. junij 2007    | Jonas Žnidaršič | TV Slovenija 1 | 100 000 €      |
|                        | 13     | 2  | 17            | 6. september 2007  | 1. januar 2008    | Jonas Žnidaršič | TV Slovenija 1 | 100 000 €      |
| Milijonar              |        |    |               |                    |                   |                 |                |                |
|                        | 14     | 1  | 50            | 4. marec 2019      | 21. junij 2019    | Slavko Bobovnik | Planet TV      | 100 000 €      |
|                        | 15     | 2  | 50            | 26. avgust 2019    | 11. februar 2020  | Slavko Bobovnik | Planet TV      | 100 000 €      |
|                        | 16     | 3  | 74            | 2. marec 2020      | 23. december 2020 | Jure Godler     | Planet TV      | 100 000 €      |
|                        | 17     | 4  | 75            | 4. januar 2021     | 23. junij 2021    | Jure Godler     | Planet TV      | 100 000 €      |
|                        | 18     | 5  | 50            | 3. januar 2022     | 31. maj 2022      | Jure Godler     | Planet TV      | 100 000 €      |
|                        | 19     | 6  | 41            | 12. december 2022  | 2. junij 2023     | Jure Godler     | Planet TV      | 100 000 €      |
|                        | 20     | 7  | 16            | 1. september 2023  | 15. december 2023 | Jure Godler     | Planet TV      | 100 000 €      |
|                        | 21     | 8  | 15            | 29. januar 2024    | 28. februar 2024  | Jure Godler     | Planet TV      | 100 000 €      |
| 6                      | 21     | 8  | 10. maj 2024  | 14. junij 2024     |                   | Jure Godler     | Planet TV      | 100 000 €      |
|                        | 22     | 9  | 15            | 6. januar 2025     | 5. februar 2025   | Jure Godler     | Planet TV      | 100 000 €      |
| 6                      | 22     | 9  | 4. april 2025 | 9. maj 2025        |                   | Jure Godler     | Planet TV      | 100 000 €      |

Št. oddaj do vključno 9. maja 2025

## Dobitniki glavne nagrade
10 000 000 SIT
- 2001 (4. sezona): Peter Lazar
- 2002 (5. sezona): Akim Kysselef
- 2002 (6. sezona): Gorazd Škerbinek
- 29. marec 2002 (dobrodelna oddaja z znanimi): Matjaž Tanko
- 30. marec 2003 (7. sezona, posebna oddaja z gasilci): Aleš Jankovič

15 000 000 SIT
- 2004 (9. sezona): Jaro Leskovšek